# الی هاروی
الی هاروی (به انگلیسی: Ellie Harvie) (زاده ۷ آوریل ۱۹۶۵) بازیگر کانادایی است.
از فیلم‌های معروف او می‌توان به بازی در فیلم بدل اشاره کرد.